# Gramática del catalán antiguo
La Gramática del catalán antiguo (en catalán: Gramàtica del català antic) es un proyecto consistente en elaborar una gramática que describa la sintaxis y la morfología del catalán antiguo. Incluye desde los primeros documentos del catalán (siglo XII) hasta el siglo XV. El proyecto está dirigido por Joan Torruella ( Universidad Autónoma de Barcelona) y cuenta con la ayuda de Manuel Pérez Saldaña (Universidad de Valencia) y Josep Martines (Universidad de Alicante). en lo referido a la constitución del corpus informático, si bien participan profesores de diversas universidades de los territorios de habla catalana y de otros países. La estructura, la terminología y el contenido tienen bastante paralelismo con la Gramática del catalán contemporáneo; de esta forma se podrán hacer comparaciones entre el catalán antiguo y el catalán contemporáneo.